# Dipsocoromorpha
Dipsocoromorpha  (лат.) — инфраотряд полужесткокрылых из подотряда клопов. 

## Распространение
Представители которого встречаются всемирно, но их насчитывается всего около 200 видов. В Европе встречаются всего 10 видов.

## Описание
К инфраотряду относят, в основном, клопов в длину не превышающих 4 мм.